# Felix Groß (Radsportler)

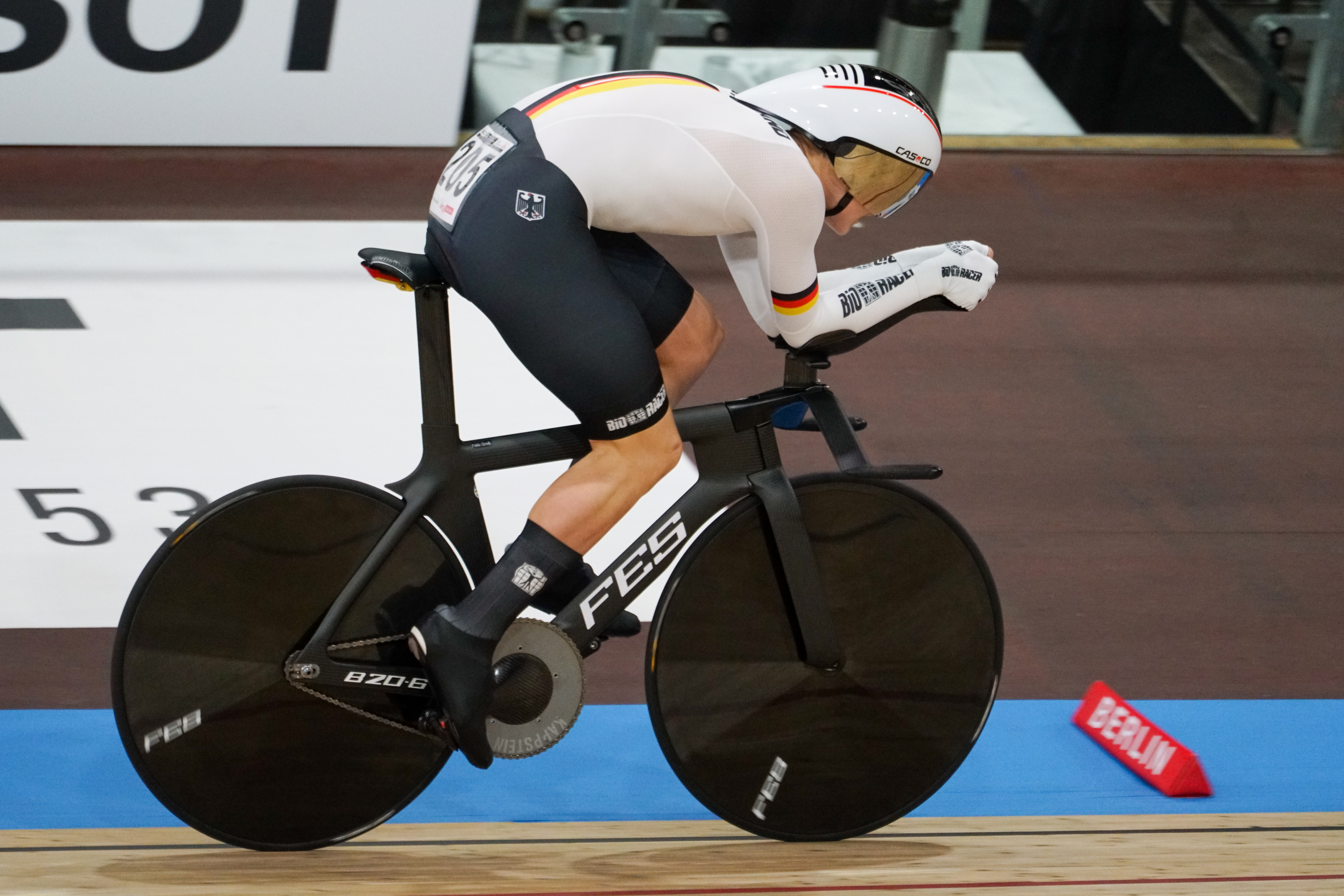
Groß in der Einerverfolgung bei den Bahnweltmeisterschaften 2020 in Berlin

Felix Groß (* 4. September 1998 in Feuchtwangen) ist ein deutscher Radrennfahrer, der auf der Bahn und der Straße aktiv ist.

## Sportliche Laufbahn
Ab dem Alter von elf Jahren besuchte Felix Groß das Landesgymnasium für Sport Leipzig, eine Eliteschule des Sports. 2014 wurde er deutscher Jugend-Meister im Omnium sowie deutscher Vize-Meister der Jugend in der Einer- sowie in der Mannschaftsverfolgung. 2016 errang er deutsche Junioren-Titel in der Einerverfolgung sowie im Straßenrennen.
2017 erhielt Groß einen Vertrag bei der rad-net Rose Team und wurde für die Teilnahme an den Bahneuropameisterschaften in Berlin nominiert. Dort belegte er mit dem deutschen Bahn-Vierer (Theo Reinhardt, Nils Schomber, Domenic Weinstein) in der Mannschaftsverfolgung Rang vier. 2018 und 2019 wurde er U23-Europameister in der Einerverfolgung.
Im Februar 2020 startete Groß bei der Heim-WM in Berlin im deutschen Bahn-Vierer, der mit 3:50,304 Minuten einen neuen deutschen Rekord fuhr; damit qualifizierte sich der deutsche Vierer für die Olympischen Spiele in Tokio. In der Einerverfolgung verbesserte Groß ebenfalls den bisherigen deutschen Rekord auf 4:08,928 Minuten. Im Juli gewann Felix Groß auf der zwei Etappen des polnischen Rennens Dookoła Mazowsza und wurde Vierter der Gesamtwertung, wenige Tage später entschied er das Eintagesrennen Puchar Mon für sich. Im Oktober des Jahres wurde er zum dritten Mal in Folge U23-Europameister in der Einerverfolgung. Auch sicherte er sich zum ersten Mal den Titel im 1000-m-Zeitfahren.
Bei der ersten Austragung des neu eingeführten Track Cycling Nations’ Cup in Hongkong im Mai 2021 errang Groß jeweils Gold im 1000-Meter-Zeitfahren sowie mit Theo Reinhardt, Marco Mathis, Leon Rohde und Domenic Weinstein in der Mannschaftsverfolgung. Er wurde für die Teilnahme an den Olympischen Spielen in Tokio nominiert, bei denen er mit der deutschen Mannschaft in der Mannschaftsverfolgung Rang sechs belegte.
Für die Saisons 2022 und 2023 unterschrieb Groß einen Vertrag beim UAE Team Emirates, für das er schon ab August 2021 als Stagiaire registriert wurde. Ostersonntag 2022 startete er erstmals bei Paris–Roubaix. Er stürzte bei diesem Rennen und zog sich Verletzungen an einer Schulter zu. Er musste operiert werden und bis Juli 2022 auf die Teilnahme an Wettbewerben verzichten. Auch in der Saison 2023 konnte Groß auch wegen vieler Verletzungen auf der Straße keine vorderen Platzierungen erzielen und wechselte zur Saison 2024 zurück zu rad-net Oswald.

## Erfolge

### Straße
2016
- Deutscher Junioren-Meister – Straßenrennen

2018
- Militär-Weltmeister – Straßenrennen[6]

2020
- zwei Etappen, Punktewertung und Nachwuchswertung Dookoła Mazowsza
- Puchar Mon

### Bahn
2016
- Deutscher Jugend-Meister – Omnium

2016
- Deutscher Junioren-Meister – Einerverfolgung

2018
- U23-Europameister – Einerverfolgung
- Deutscher Meister – Mannschaftsverfolgung (mit Lucas Liß, Leif Lampater und Jasper Frahm)

2019
- U23-Europameister – Einerverfolgung
- Deutscher Meister – Einerverfolgung, Mannschaftsverfolgung (mit Theo Reinhardt, Leon Rohde und Nils Schomber)
- Europameisterschaft – Einerverfolgung
- Weltcup in Hongkong – Mannschaftsverfolgung (mit Leon Rohde, Domenic Weinstein und Theo Reinhardt)

2020
- U23-Europameister – Einerverfolgung, 1000-Meter-Zeitfahren
- U23-Europameisterschaft – Mannschaftsverfolgung (mit Tobias Buck-Gramcko, Richard Banusch und Nicolas Heinrich)

2021
- Nations’ Cup in Hongkong – 1000-Meter-Zeitfahren, Mannschaftsverfolgung (mit Theo Reinhardt, Marco Mathis, Leon Rohde und Domenic Weinstein)

2024
- Deutscher Meister – Einerverfolgung, Mannschaftsverfolgung (mit Moritz Binder, Tobias Müller, Roger Kluge und Benjamin Boos)
- Weltmeisterschaft – Mannschaftsverfolgung (mit Benjamin Boos, Ben Felix Jochum, Bruno Keßler und Tim Torn Teutenberg)

2025
- Deutscher Meister – Einerverfolgung

## Wichtige Platzierungen
| Monument           | 2022 |
| ------------------ | ---- |
| Mailand–Sanremo    | –    |
| Flandern-Rundfahrt | DNF  |
| Paris–Roubaix      | DNF  |